# Bernardo de Irigoyen (Misiones)
Bernardo de Irigoyen (Misiones) ist die Hauptstadt des Departamento General Manuel Belgrano in der Provinz Misiones im Nordosten Argentiniens. Sie ist die am weitesten östlich gelegene Stadt Argentiniens und durch ihre Lage auf dem Cerro Barracón (835 m) die höchstgelegene Stadt der Provinz. In der Klassifikation der Gemeinden der Provinz gehört der Ort zu den Gemeinden der 2. Kategorie.
Man erreicht Bernardo de Irigoyen über die Ruta Nacional 14, die das argentinische Mesopotamien mit dem Rest des Landes verbindet. Sie ist eine Grenzstadt zu Brasilien an der sogenannten „trockenen Grenze“ (Frontera Seca) mit einem wichtigen Grenzübergang. Die beiden auf brasilianischer Seite liegenden Städte heißen Dionisio Cerqueira (Santa Catarina) und Barracão (Paraná).

## Klima
Die jährliche Niederschlagsmenge beträgt 2.012 Millimeter.

## Geschichte
Das Gründungsdatum der Stadt ist der 11. Juli 1921. Sie trägt den Namen des Politikers und Diplomaten Bernardo de Irigoyen.

## Söhne und Töchter der Stadt
- Sergio Germán Romero (* 1987), Fußballspieler